# 恩波里亞 (印第安納州)
恩波里亞（英語：Emporia）是位於美國印第安納州麥迪遜縣的一個非建制地區。該地的面積和人口皆未知。